# Xerif Abu Muhàmmad Idrís ibn Alí
El xerif Abu-Muhàmmad Idrís ibn Alí conegut com a Imad-ad-Din al-Hamzí (1274 - 1314) fou un xerif hassànida del Iemen. Va néixer a Sanà i era fill de Jamal al-Din Alí, un militar zaidita, que va tenir paper destacat en les lluites contra els rassúlides del final del segle xiii. El seu pare va morir vers 1299 poc després de fer la pau amb els rassúlides i des de 1300 les relacions d'Abu Muhàmad Idris amb el sultà al-Muàyyad foren molt bones i va rebre d'aquest els feus d'al-Kahma i Mawza a la Tihama. Durant quinze anys va servir als rassúlides. Era un erudit en religió i va escriure una important obra històrica sobre el Iemen: Kanz al-akhbar fi marifat al-ziyar wa-l-akhbar.